# Knallerfrauen/Episodenliste
Diese Episodenliste enthält alle Episoden der deutschen Sketchcomedy-Serie Knallerfrauen, sortiert nach der deutschen  Erstausstrahlung. Die Fernsehserie umfasst derzeit 4 Staffeln mit 32 Episoden und 5 Best-of-Episoden.

## Übersicht
| Staffel | Episodenanzahl | Erstausstrahlung Deutschland | Erstausstrahlung Deutschland |
| Staffel | Episodenanzahl | Staffelpremiere              | Staffelfinale                |
| ------- | -------------- | ---------------------------- | ---------------------------- |
| 1       | 8              | 25. November 2011            | 23. März 2012                |
| 1       | Best-of (1)    | 30. März 2012                | 30. März 2012                |
| 2       | 8              | 19. Oktober 2012             | 14. Dezember 2012            |
| 2       | Best-of (2)    | 28. Dezember 2012            | 9. November 2013             |
| 3       | 8              | 15. März 2014                | 26. April 2014               |
| 3       | Best-of (2)    | 3. Mai 2014                  | 10. Mai 2014                 |
| 4       | 8              | 16. Oktober 2015             | 27. November 2015            |

## Staffel 1
Die Erstausstrahlung der ersten Folge sendete der deutsche Free-TV-Sender Sat.1 am 25. November 2011. Vom 3. Februar bis zum 23. März 2012 wurden die restlichen Folgen der Staffel erstausgestrahlt.
| Nr. (ges.) | Nr. (St.) | Originaltitel                                   | Erstausstrahlung Deutschland |
| ---------- | --------- | ----------------------------------------------- | ---------------------------- |
| 1          | 1         | Femme fatale                                    | 25. Nov. 2011                |
| 2          | 2         | Rabiate Mütter                                  | 3. Feb. 2012                 |
| 3          | 3         | Peinliche Freundin                              | 10. Feb. 2012                |
| 4          | 4         | Frau im Stress                                  | 17. Feb. 2012                |
| 5          | 5         | Peinlichkeiten im Bett und Schweinereien im Bad | 24. Feb. 2012                |
| 6          | 6         | Frauenklischees                                 | 9. März 2012                 |
| 7          | 7         | Wunder der Technik                              | 16. März 2012                |
| 8          | 8         | Gemeine Mütter                                  | 23. März 2012                |

## Staffel 2
Die Erstausstrahlung sendete der deutsche Free-TV-Sender Sat.1 vom 19. Oktober bis zum 14. Dezember 2012.
| Nr. (ges.) | Nr. (St.) | Originaltitel                | Erstausstrahlung Deutschland |
| ---------- | --------- | ---------------------------- | ---------------------------- |
| 9          | 1         | Frauentausch                 | 19. Okt. 2012                |
| 10         | 2         | Knallermäßig                 | 26. Okt. 2012                |
| 11         | 3         | Ein bisschen anders!         | 2. Nov. 2012                 |
| 12         | 4         | Völlig ungehemmt             | 9. Nov. 2012                 |
| 13         | 5         | Frech, dreist aber hilflos   | 16. Nov. 2012                |
| 14         | 6         | Twisten, T-Papier und tanken | 23. Nov. 2012                |
| 15         | 7         | Memory, Sushi und Tennis     | 30. Nov. 2012                |
| 16         | 8         | Weibliche Herangehensweise   | 14. Dez. 2012                |

## Staffel 3
Die Erstausstrahlung sendete der deutsche Pay-TV-Sender Sat.1 emotions vom 15. März bis zum 26. April 2014.
| Nr. (ges.) | Nr. (St.) | Originaltitel           | Erstausstrahlung Deutschland |
| ---------- | --------- | ----------------------- | ---------------------------- |
| 17         | 1         | Verrückt aber glücklich | 15. März 2014                |
| 18         | 2         | Heimliche Vorlieben     | 15. März 2014                |
| 19         | 3         | Not macht erfinderisch  | 22. März 2014                |
| 20         | 4         | Verrückte Probleme      | 29. März 2014                |
| 21         | 5         | Mutterliebe             | 5. Apr. 2014                 |
| 22         | 6         | Verzwickte Situationen  | 12. Apr. 2014                |
| 23         | 7         | Trick 17                | 19. Apr. 2014                |
| 24         | 8         | Einen Moment bitte!     | 26. Apr. 2014                |

## Staffel 4
Die Erstausstrahlung sendete der deutsche Free-TV-Sender Sat.1 vom 16. Oktober bis zum 27. November 2015.
| Nr. (ges.) | Nr. (St.) | Originaltitel                   | Erstausstrahlung Deutschland |
| ---------- | --------- | ------------------------------- | ---------------------------- |
| 25         | 1         | Alles halb so wild              | 16. Okt. 2015                |
| 26         | 2         | Total meschugge                 | 23. Okt. 2015                |
| 27         | 3         | Erziehungsfragen                | 30. Okt. 2015                |
| 28         | 4         | Schräger geht nicht             | 6. Nov. 2015                 |
| 29         | 5         | Außer Kontrolle                 | 13. Nov. 2015                |
| 30         | 6         | Durchgeknallt                   | 20. Nov. 2015                |
| 31         | 7         | Voller Einsatz                  | 27. Nov. 2015                |
| 32         | 8         | Es lebe die Gleichberechtigung! | 27. Nov. 2015                |

## Best-of
Bisher wurden fünf Best-of-Folgen ausgestrahlt.
| Nr. | Originaltitel              | Erstausstrahlung Deutschland |
| --- | -------------------------- | ---------------------------- |
| 1   | Best of Staffel 1          | 30. März 2012                |
| 2   | Best of Staffel 2 (Teil 1) | 28. Dez. 2012                |
| 3   | Best of Staffel 2 (Teil 2) | 9. Nov. 2013                 |
| 4   | Best of Staffel 3 (Teil 1) | 3. Mai 2014                  |
| 5   | Best of Staffel 3 (Teil 2) | 10. Mai 2014                 |